# 迈克·钱皮恩
迈克·O·钱皮恩（英語：Mike O. Champion，1964年4月5日—），美国NBA联盟前职业篮球运动员。